# Печников, Александр Абрамович
Александр Абрамович Печников (Печник; 8 (20) января 1873, Елец — 3 ноября 1949, Буэнос-Айрес) — русский, немецкий и аргентинский скрипач, музыкальный педагог.

## Биография
Музыкальный талант десятилетнего Печникова обнаружил скрипач оркестра Императорской оперы Золотаренко, который способствовал его дальнейшему обучению при Московской консерватории. Окончил Московскую консерваторию (1891), ученик Ивана Гржимали; по воспоминаниям виолончелиста Михаила Букиника, «консерваторская знаменитость: он страшно важничает и никого не замечает, но он талантлив, и мы восхищаемся им». Совершенствовался под руководством Йозефа Иоахима в Берлине, где, по сообщению Генри Лахи, пользовался шумным успехом как виртуоз. Выступал в трио с Модестом Альтшулером и Иосифом Левиным.
Широко концертировал в Европе и Америке с 1895 года, играя на скрипке Страдивари, принадлежавшей ранее Фердинанду Лаубу (ныне носит название Лауб—Печников); в ходе американских гастролей, в частности, впервые исполнил скрипичный концерт Чайковского в Чикаго (1899), хотя ряд отзывов о его игре носил довольно критический характер. Вновь вернулся в США в 1906 году, став героем не только музыкальной, но и светской хроники после того, как мать и сестра Печникова заявили журналистам, что он отказывается с ними встречаться, а сам Печников (будучи еврейского происхождения) отвечал, что его ничто не связывает с родственниками, потому что он как увлечённый музыкант и христианин давно живёт в другом мире.
В 1913—1921 годах профессор Мюнхенской Высшей школы музыки, затем с 1927 года преподавал в берлинской Консерватории Штерна. Среди его учеников Йост Раба. В 1936 году эмигрировал, жил и преподавал в Аргентине.
Первый исполнитель Концертной сюиты Сергея Танеева и Концерта для скрипки с оркестром Антона Аренского.
Печников нередко выступал в дуэте с женой (состояли в браке в 1896—1915 годах), скрипачкой Лили Печникофф — в том числе в историческом концерте 17 августа 1906 года, в ходе которого Рихард Штраус впервые дирижировал Венским филармоническим оркестром (супруги солировали в Концертной симфонии для скрипки и альта с оркестром Вольфганга Амадея Моцарта). Лили Печникофф]] (урождённая Шобер, англ. Schober; 1874—1957) в дальнейшем была близка с Лоттой Леман, оставила воспоминания «Мир у наших ног» (англ. The World at Our Feet; 1968). Супругам Печниковым посвящён концерт для двух скрипок с оркестром Германа Цильхера. Сын Печниковых Сергей (англ. Sergei Petschnikoff; 1907—1970) работал в Голливуде помощником режиссёра. У Печникова были также дочери Татьяна (1897—?) и Надя (в замужестве Фредериксен, 1904—1972).

## Семья
Двоюродные братья и сестра — Яков Давидович Печников, дерматовенеролог; Александр Давыдович Печников (1885—1956), скрипач, музыкальный педагог, участник Квартета имени Глазунова, доцент кафедры камерного ансамбля Ленинградской консерватории; Минна Давыдовна Берлин-Печникова (1892—1969), пианистка, музыкальный педагог, основатель и первая заведующая кафедры общего фортепиано Казанской государственной консерватории.